# Ovtsji Kladenets
Ovtsji Kladenets (Bulgaars: Овчи кладенец) is een dorp (село) in Bulgarije. Het is gelegen in de gemeente Toendzja, oblast  Jambol en telde op 31 december 2019 zo’n 366 inwoners, nagenoeg uitsluitend etnische Bulgaren (96%).

## Geschiedenis
In 1858 werd een basisschool gesticht in het dorp Ovtsji Kladenets. Later, in 1880, werd de kerk van St. Jan de Theoloog gebouwd in het dorp. In 1909 werden een oliemolen gebouwd, ten behoeve van de productie van katoen en wol. De mechanisatie van de landbouw zette voort, zo werd in 1928 de eerste tractor in het dorp aangeschaft. In 1930 werd de tweede school in het dorp gebouwd, die vervolgens in 1966 verder uitgebreid werd. Tussen 1954 en 1957 werd het dorp geëlektrificeerd. In de periode 1960-62 werd het dorp voorzien van drinkwater en werden de straten geplaveid.

## Bevolking
Het dorp heeft te kampen met een drastische bevolkingsafname. In 2019 telt het dorp ruim zes keer minder inwoners dan in 1934. 
| Inwonersaantal | 2.265 | 2.399 | 2.361 | 2.383 | 1.992 | 1.570 | 1.168 | 1.020 | 520 | 366 |

## Voorzieningen
Op 11 januari 1931 werd het ‘Thought Community Centre’ opgericht, dat het centrum werd de Bulgaarse identiteit. In 1972 werden openbare gebouwen gebouwd, waaronder een gezondheidscentrum, een weeshuis  voor kinderen en adolescenten, een kleuterschool voor de hele dag en een kleine stadion.